# Němé značky Krkonoš

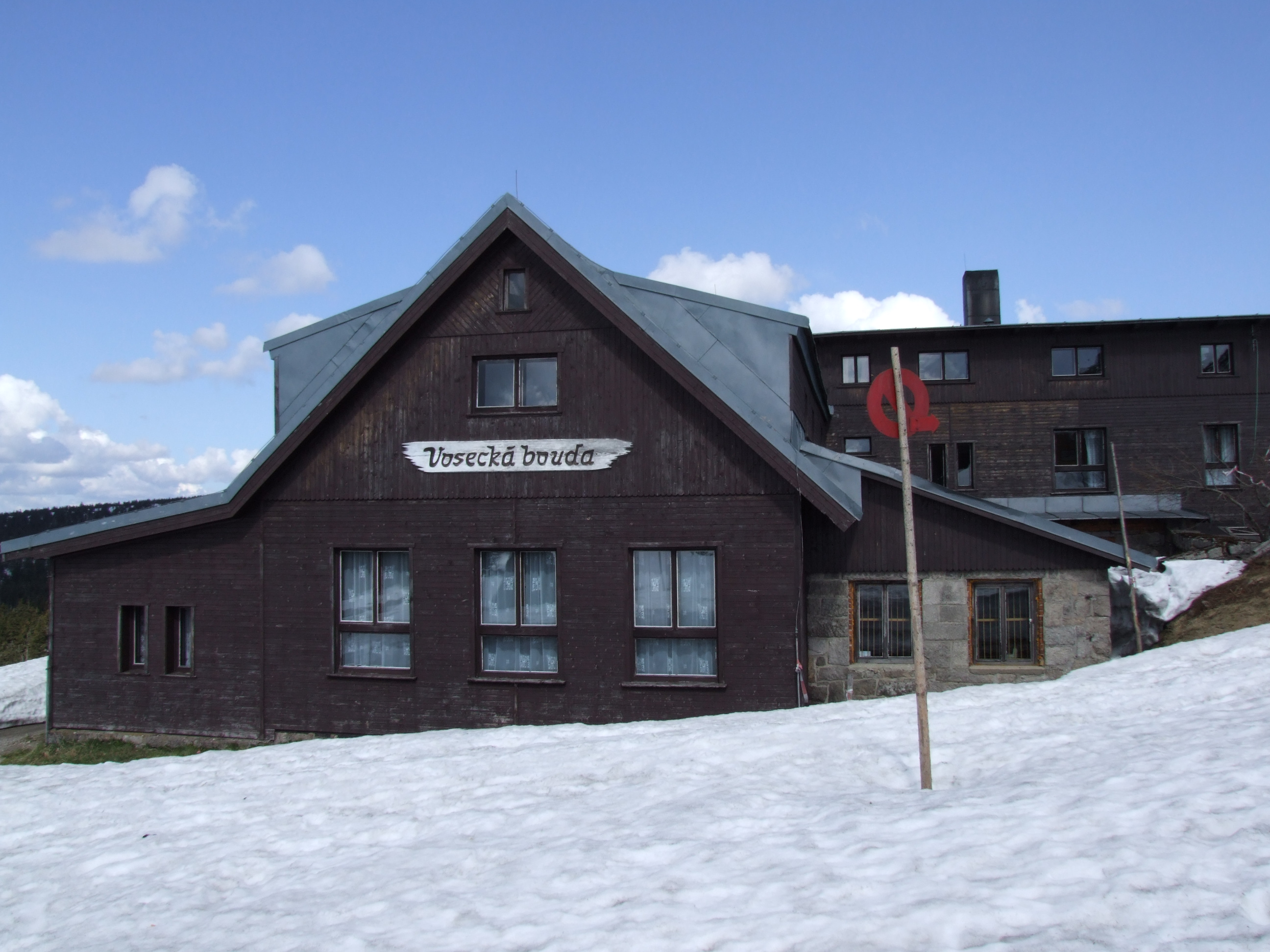
Němá značka Sněžných jam na tyči před Voseckou boudou.

Němé značky Krkonoš, též nazývané muttichovky, jsou turistická orientační označení vyřezaná z plechu do příslušného tvaru a červeně natřená. Používají se v kombinaci s tyčovým značením. Významné horské boudy, vrcholy, sídla a další místa (celkem 31 objektů) v Krkonoších mají vlastní červený symbol. Němé značky se používají od roku 1923.

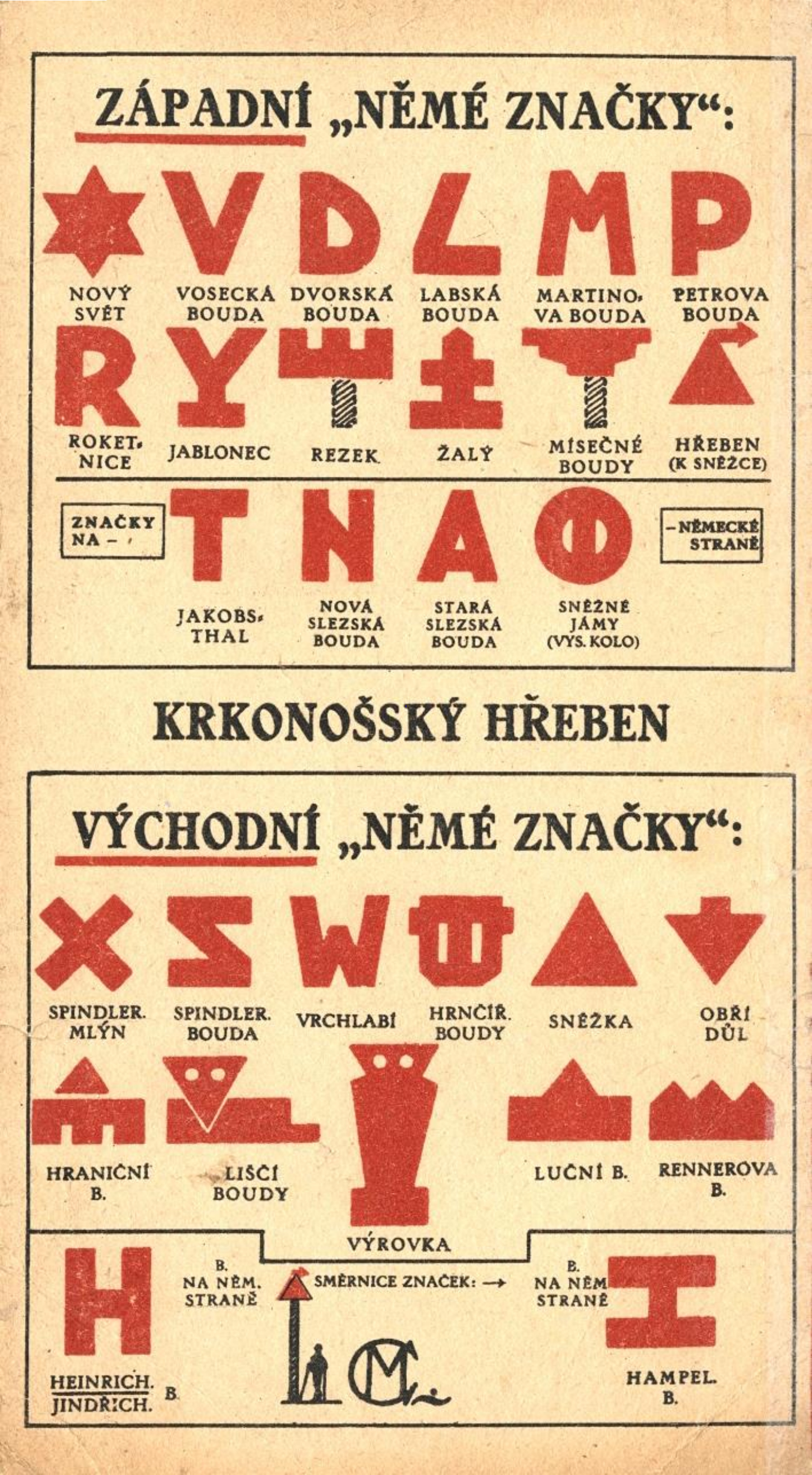
původní Němé značky z roku 1923 od Mutticha

Jejich účelem je zajistit viditelnost značení i za snížené viditelnosti nebo námrazy. Němé značky také předešly národnostním sporům, které začátkem 20. století probíhaly o jazykovou verzi nápisů na turistických značkách. Standardní pásové značení bylo na obou stranách hor zavedeno v roce 1945, němé značky však byly zachovány.
Značky vytvořil Kamil Vladislav Muttich (v mapách KČT chybně označován jako Kamil Vlastimil Muttich) (1873–1924), akademický malíř a lyžař, zakladatel lyžařského spolku Himalaja v Mladé Boleslavi.

## Seznam němých značek

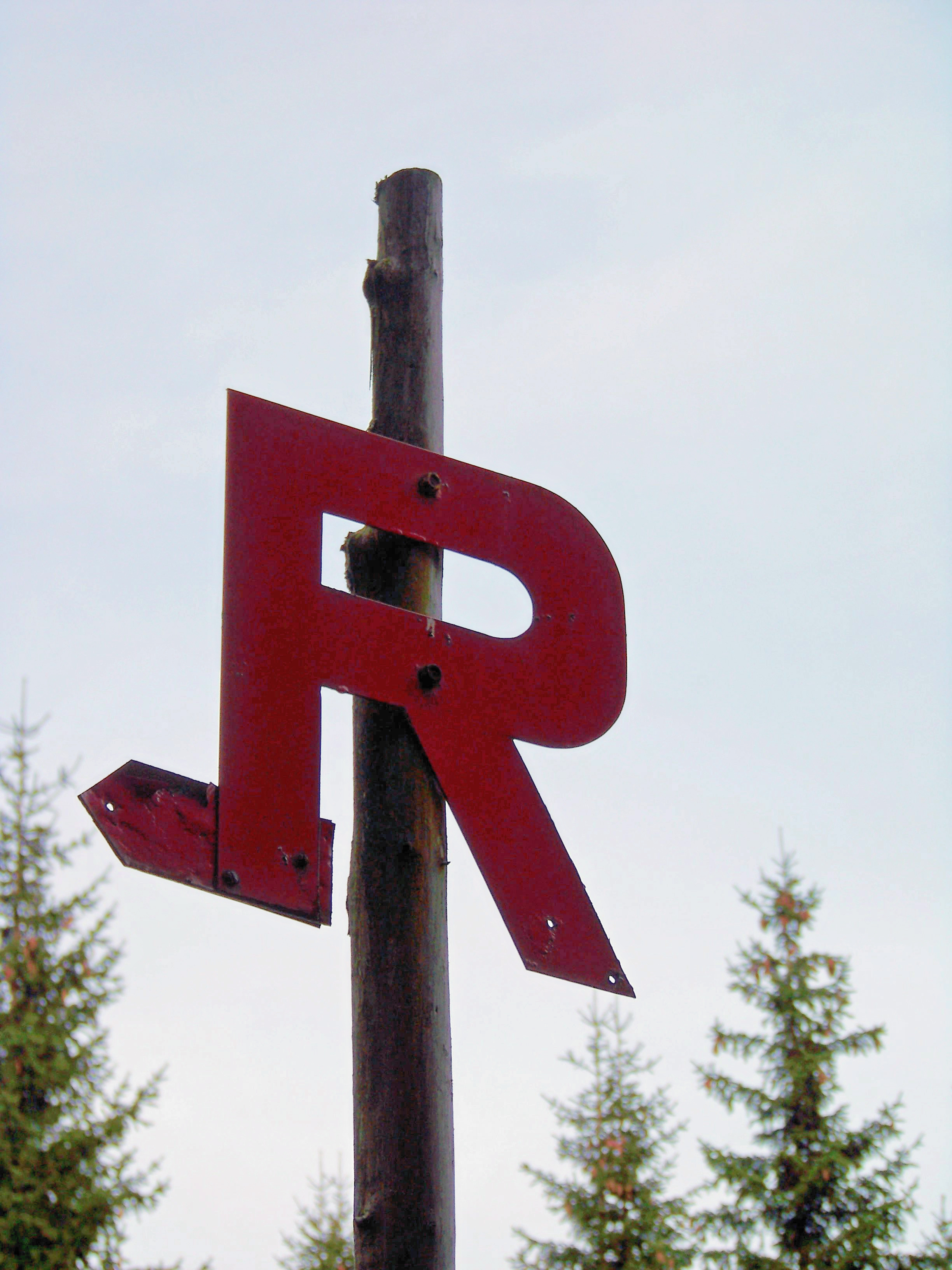
Značka Rokytnice nad Jizerou

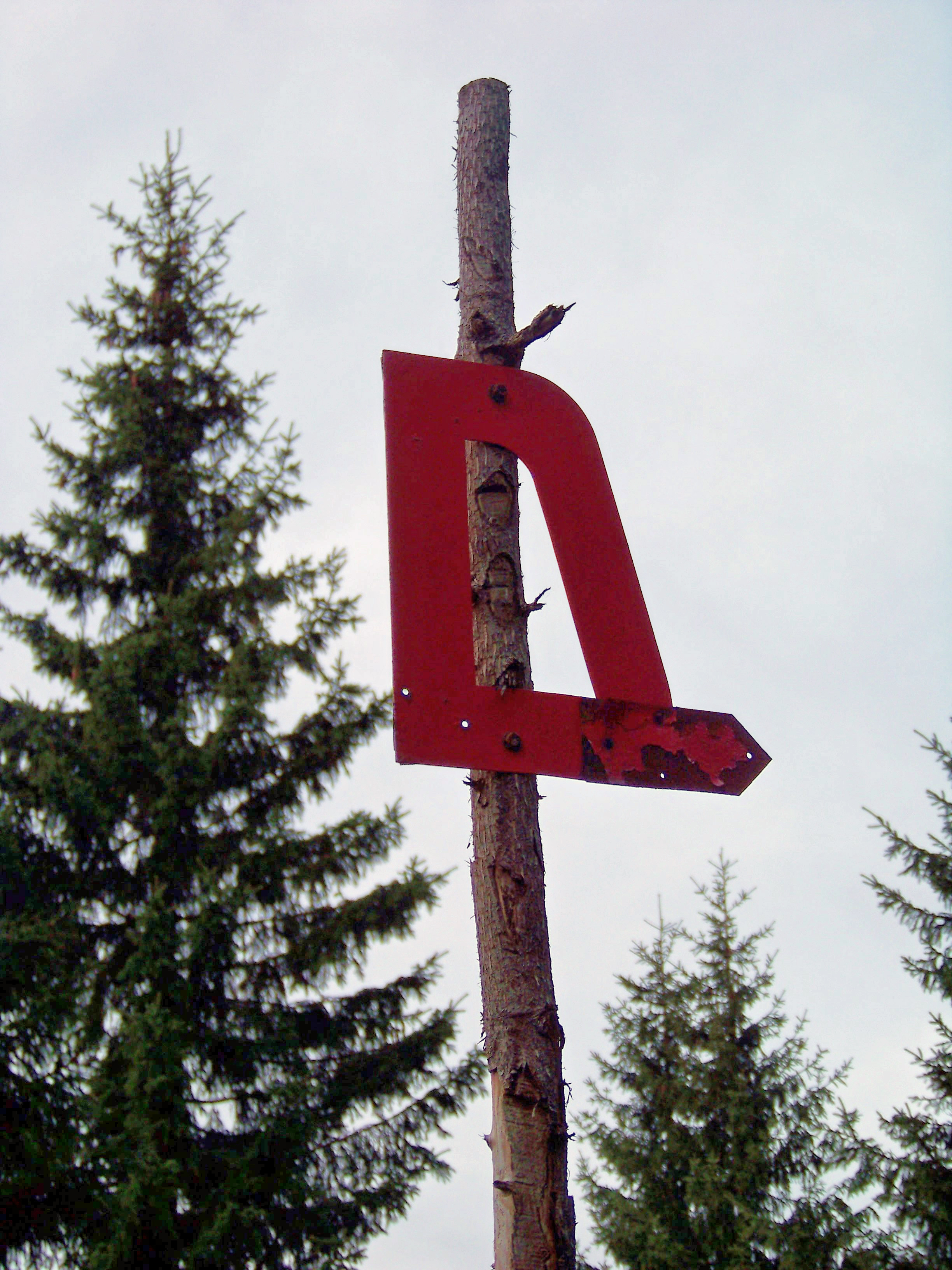
Značka Dvoraček

- Benecko (původně: Žalý): kříž vyrůstající z vodorovné čáry
- Bílé Labe: miska (dolní půlkruh)
- Černá bouda: čtverec postavený na špičku (pantograf)
- Dvoračky: lichoběžník se dvěma pravými úhly ve tvaru písmena D
- Harrachov (původně: Nový Svět): šesticípá hvězda hrotem dolů a nahoru.
- hřeben: plný trojúhelník špičkou nahoru
- Hrnčířské Boudy: hrnek
- Jablonec nad Jizerou: Y vyrůstající z vodorovné čáry
- Janské Lázně: ptačí pařátek či smrková větvička
- Klínovky: písmeno K
- Labská bouda: písmeno L s nakloněnou svislou čarou
- Lahrovy Boudy: písmeno Y vzhůru nohama
- Liščí hora (původně: Liščí boudy): stylizovaná liška
- Lučiny: písmeno B podle německého Bodenwiesbauden
- Luční bouda: plný trojúhelník šipkou dolů, horní podstava prodloužená čarou
- Martinova bouda: písmeno M
- Mísečky: stupňovitá pyramida vrcholem dolů
- Pec pod Sněžkou: houba či deštník
- Petrova bouda: písmeno P
- Pomezní Boudy (původně: Hraniční boudy): písmeno E otočené o 90° doprava
- Rezek: písmeno E otočené o 90° doleva
- Rokytnice nad Jizerou: písmeno R
- Rýchorská bouda (původně: Rennerova bouda): symbol tří štítových domků vedle sebe
- Sněžka: prázdný trojúhelník špičkou nahoru
- Sněžné jámy (Vysoké kolo): kružnice s vyznačeným svislým průměrem
- Špindlerova bouda: zrcadlově obrácené písmeno Z
- Špindlerův Mlýn: písmeno X (kříž)
- Úpa: hranaté pravoúhlé Y
- Vosecká bouda: písmeno V
- Vrchlabí: písmeno W
- Žacléř: písmeno Z

### Dřívější značky
- Jakuszyce (německy Jakobsthal): písmeno T
- Nová slezská bouda (Neue Schlesische Baude): písmeno N
- Stará slezská bouda (Alte Schlesische Baude): písmeno A
- Jindřich bouda (Prinz-Heinrich-Baude): písmeno H
- Hamplova bouda (Hampelbaude): písmeno H, ležící na boku
- Obří důl (Riesengrund): šipka dolů
- Výrovka (Tannenbaude, Geiergucke): stylizovaný sup (německy Geier)